# 懷伊 (亞利桑那州)
懷伊（英語：Why）是位於美國亞利桑那州皮馬縣的一個人口普查指定地區。根據2010年美國人口普查，該地共人口116人，而該地的面積約為平方千米。

## 歷史
該地之所以得名，是因為兩條州级公路（85號和86號）原來在本地Y型交叉。該州法律要求所有地名必須包含至少三個字母，因此該地的創建者在命名時將該地命名為「Why」（「為什麼」），而不是簡單地稱其為「Y」。亞利桑那州交通運輸部出於交通安全原因後來拆除了舊的Y型交叉口，並在原交叉口以南修建了常規的T字路口。
奇特的地名中經常提到該地。

## 地理
懷伊的座標為32°16′07″N 112°44′20″W / 32.26861°N 112.73889°W，而該地最高點為海拔高度546米（即1791英尺）。